# I-20 (sous-marin)
Pour les articles homonymes, voir I20.
 (novembre 2020).
La mise en forme du texte ne suit pas les recommandations de Wikipédia : il faut le « wikifier ».
Les points d'amélioration suivants sont les cas les plus fréquents. Le détail des points à revoir est peut-être précisé sur la page de discussion.
- Les titres sont pré-formatés par le logiciel. Ils ne sont ni en capitales, ni en gras.
- Le texte ne doit pas être écrit en capitales (les noms de famille non plus), ni en gras, ni en italique, ni en « petit »…
- Le gras n'est utilisé que pour surligner le titre de l'article dans l'introduction, une seule fois.
- L'italique est rarement utilisé : mots en langue étrangère, titres d'œuvres, noms de bateaux, etc.
- Les citations ne sont pas en italique mais en corps de texte normal. Elles sont entourées par des guillemets français : « et ».
- Les listes à puces sont à éviter, des paragraphes rédigés étant largement préférés. Les tableaux sont à réserver à la présentation de données structurées (résultats, etc.).
- Les appels de note de bas de page (petits chiffres en exposant, introduits par l'outil «  Source ») sont à placer entre la fin de phrase et le point final[comme ça].
- Les liens internes (vers d'autres articles de Wikipédia) sont à choisir avec parcimonie. Créez des liens vers des articles approfondissant le sujet. Les termes génériques sans rapport avec le sujet sont à éviter, ainsi que les répétitions de liens vers un même terme.
- Les liens externes sont à placer uniquement dans une section « Liens externes », à la fin de l'article. Ces liens sont à choisir avec parcimonie suivant les règles définies. Si un lien sert de source à l'article, son insertion dans le texte est à faire par les notes de bas de page.
- La présentation des références doit suivre les conventions bibliographiques. Il est recommandé d'utiliser les modèles {{Ouvrage}}, {{Chapitre}}, {{Article}}, {{Lien web}} et/ou {{Bibliographie}}. Le mode d'édition visuel peut mettre en forme automatiquement les références.
- Insérer une infobox (cadre d'informations à droite) n'est pas obligatoire pour parachever la mise en page.

Pour une aide détaillée, merci de consulter Aide:Wikification.
Si vous pensez que ces points ont été résolus, vous pouvez retirer ce bandeau et améliorer la mise en forme d'un autre article.
Le I-20 (イ-20) est un sous-marin japonais de Type C (丙型（伊十六型), Hei-gata, classe I-16) de la sous-classe C1 construit pour la marine impériale japonaise.
Mis en service en 1940, il a servi de navire-mère pour un sous-marin de poche lors de l'attaque de Pearl Harbor et de Diego-Suarez. Il a effectué une patrouille de guerre dans l'océan Pacifique et l'océan Indien, et a servi dans la campagne de Guadalcanal et la campagne de Nouvelle-Guinée. On a eu de ses nouvelles pour la dernière fois le 31 août 1943.

## Description
Les sous-marins de type C ont été dérivés de la sous-classe KD6 de la classe Kaidai avec un armement de torpilles plus lourd pour les attaques à longue distance. Ils ont déplacé 2 595 tonnes en surface et 3 618 tonnes en immersion. Les sous-marins mesuraient 109,3 m de long, avaient une largeur de 9,1 m et un tirant d'eau de 5,3 m. Ils possédaient une profondeur de plongée de 100 m.
Pour la navigation de surface, les sous-marins étaient propulsés par deux moteurs diesel de 6 200 ch (4 623 kW), chacun entraînant un arbre d'hélice. En immersion, chaque hélice était entraînée par un moteur électrique de 1 000 ch (746 kW). Ils pouvaient atteindre 23,6 nœuds (43,7 km/h) en surface et 8 nœuds (15 km/h) sous l'eau. En surface, les C1 avaient une autonomie de 14 000 milles nautiques (26 000 km) à 16 nœuds (30 km/h) ; en immersion, ils avaient une autonomie de 60 milles nautiques (110 km) à 3 nœuds (5,6 km/h).
Les sous-marins étaient armés de huit tubes lance-torpilles de 533 mm à l'avant et transportaient un total de vingt torpilles. Ils étaient également armés d'un seul canon de pont de 140 mm/40 et de deux supports simples ou doubles pour les canons antiaériens Type 96 de 25 mm. Ils étaient équipés pour transporter un sous-marin de poche de type A à l'arrière de la tour de contrôle.

## Construction
Construit par les chantiers navals Mitsubishi à Kobe au Japon, le I-20 a été mis sur cale le 16 novembre 1937 sous le nom de Sous-marin n°46. Il a été lancé le 25 janvier 1939 sous le nom de I-20. Il a été achevé et mis en service le 26 septembre 1940 et rattaché au district naval de Yokosuka à la 2e division de sous-marins du 1erescadron de sous-marins  de la 6e Flotte. Le Capitaine Yamada Takashi est le commandant du sous-marin.

## Histoire de service

### Avant la Seconde Guerre mondiale
À sa mise en service, le I-20 est rattaché au district naval de Yokosuka. A l'automne 1940, il participe aux essais japonais du sonar passif Atlas Werke Periphon A de fabrication allemande. Il fut affecté à la 2e division de sous-marins du 1er escadron de sous-marins de la 6e Flotte avec les sous-marins I-18 et I-19. À l'automne 1941, il fut converti en navire-mère pour un sous-marin de poche de Type A Kō-hyōteki,. Les sous-marins I-16, I-18, I-22 et I-24 furent également convertis.
Le 17 novembre 1941, au Kure Navy Club de Kure, au Japon, le commandant de la 3e division de sous-marins a informé les commandants des cinq sous-marins convertis de l'attaque prochaine de Pearl Harbor et du rôle de leurs sous-marins dans cette attaque. Il avait été désigné comme commandant de l'unité d'attaque spéciale, composée des cinq sous-marins, dont chacun devait lancer un sous-marin de poche de type A au large de Pearl Harbor afin que les sous-marins nains puissent participer à l'attaque.
Le 18 novembre 1941, les cinq sous-marins se déplacèrent de Kure vers le polygone d'essais navals de Kamegakubi, où chacun embarqua un sous-marin de poche de type A. Le 19 novembre 1941, à 2 h 15, les cinq sous-marins partirent de Kamegakubi à destination des îles hawaïennes, en empruntant une route directe qui les menait au sud de l'atoll de Midway. En mer, ils reçurent le 2 décembre 1941 le message de la Flotte combinée « Escaladez le Mont Niitaka 1208 » (en japonais : Niitakayama nobore 1208), indiquant que la guerre avec les Alliés commencerait le 8 décembre 1941, heure du Japon, c'est-à-dire le 7 décembre 1941 de l'autre côté de la ligne internationale de changement de date à Hawaii.

### Seconde Guerre mondiale

#### Pearl Harbor
Le 7 décembre 1941, à 2 h 57, le I-20 lance son sous-marin de poche no 17 au sud d'Oahu, à 5,3 milles nautiques (9,8 km) de l'entrée de Pearl Harbor. Après que le dragueur de mines côtières USS Condor de l'US Navy (marine américaine) eut signalé la présence d'un sous-marin non identifié dans une zone d'exclusion sous-marine au large de Pearl Harbor, le destroyer USS Ward se mit à la recherche du sous-marin à 4 h 8, sans résultat, mais à 6 h 30, le Ward aperçut le no 17 dans le sillage du cargo Antares, qui s'approchait de la porte extérieure du port avec une barge cible en remorque. Un hydravion Consolidated PBY Catalina du Patrol Squadron 14 (VP-14) (escadron de patrouille 14 (VP-14)) a largué des marqueurs de fumée pour indiquer la position du sous-marin de poche. Le Ward a ouvert le feu sur le sous-marin à 6 h 45 à une portée de seulement 90 m, tirant le premier coup de feu de la Seconde Guerre mondiale par les forces armées américaines. Il a fermé le champ de tir à 46 m et a touché la tour de contrôle du no 17 avec un obus de 102 mm. Le Ward a dépassé le sous-marin de poche et a largué quatre grenades sous-marines alors qu'il se vautrait dans son sillage, et le PBY Catalina a ensuite largué d'autres grenades sous-marines. Le no 17 a coulé devant l'entrée du port avec la perte de ses deux hommes d'équipage. Le 28 août 2002, les véhicules de plongée sous-marine Pisces IV et Pisces V du Laboratoire de recherche sous-marine d'Hawaï (Hawaii Undersea Research Laboratory) ont trouvé un sous-marin de poche reposant presque à la verticale sur le fond à trois à quatre milles nautiques (5,6 à 7,4 km) à l'entrée de Pearl Harbor, ce qui a incité les historiens et les archéologues maritimes à penser qu'il s'agissait du sous-marin de poche du I-20.
Le I-20 et les quatre autres sous-marins « mères » se dirigèrent vers la zone de récupération prévue pour leurs sous-marins de poche à l'ouest de Lanai, où ils passèrent la nuit du 7 au 8 décembre 1941. Aucun des sous-marins de poche ne revint. Tôt le 9 décembre 1941, les I-18, I-20 et I-24 reçurent l'ordre de quitter la zone de récupération. Le I-20 quitta les îles hawaïennes le 12 décembre 1941 et arriva à Kwajalein avec le I-16 le 22 décembre 1941.

#### Première patrouille de guerre
Le 4 janvier 1942, le I-20 a quitté Kwajalein pour commencer sa première patrouille de guerre, où il lui est assigné une zone de patrouille à proximité des Fidji et des îles Samoa. Avant l'aube du 11 janvier 1942, il a fait surface à 13 700 m au large du port de Pago-Pago sur l'île de Tutuila aux Samoa américaines et a tiré douze coups de 140 mm (5,5 pouces) depuis son canon de pont sur la station navale. La plupart de ses obus ont manqué leur cible, et les seules victimes ont été un officier du corps des Marines des États-Unis et un membre du bataillon de réserve des Marines des Samoa qui a été blessé.
Se dirigeant vers les eaux fidjiennes, le I-20 a attaqué le croiseur marchand armé de la Royal New Zealand Navy (Marine néo-zélandaise) HMNZS Monowai le 16 janvier 1942, juste après que le Monowai ait quitté le port de Suva. Ses torpilles ont explosé prématurément à 16h03. Croyant qu'il attaquait un navire marchand, le I-20 a fait surface à 6 800 m de Monowai à 16h08 pour l'attaquer au moyen de tirs d'artillerie. Le Monowai a ouvert le feu avec ses canons de 6 pouces (152 mm) à bâbord. Le I-20 a échangé des tirs avec le Monowai et a touché le pont du Monowai, mais il a dû être immergé à 16h14 après que le Monowai l'ait éperonné. Aucun des deux navires n'a subi de dommages, et le Monowai a transmis un signal de contact sous-marin et a quitté la zone à grande vitesse. Le I-20 est retourné à Kwajalein le 24 janvier 1942, puis s'est dirigé vers le Japon, où il est arrivé à Yokosuka le 1er février 1942.

#### Février-avril 1942
Pendant le séjour du I-20 au Japon, l'état-major de la Kriegsmarine (marine allemande) à Berlin a formellement demandé le 27 mars 1942 que le Japon commence à attaquer les convois alliés dans l'océan Indien. Le 8 avril 1942, les Japonais ont formellement accepté de répondre à cette demande en envoyant des sous-marins pour opérer au large des côtes de l'Afrique de l'Est, et ce jour-là, ils ont retiré la 1re division de sous-marins du 8e escadron de sous-marins de sa base de Kwajalein au Japon. Le 16 avril 1942, ils avaient créé le détachement A au sein du 8e escadron de sous-marins, composé du I-20 et des sous-marins I-10, I-16, I-18 et I-30, ainsi que des sous-marins de poche et des croiseurs auxiliaires Aikoku Maru et Hōkoku Maru, qui devaient servir de navires ravitailleurs pour les sous-marins. Ce matin-là, le commandant de la 6e  Flotte, le vice-amiral Teruhisa Komatsu, le commandant du 8e escadron de sous-marins, leurs états-majors et les équipages des sous-marins de poche ont rendu une visite de courtoisie au commandant en chef de la Flotte combinée, l'amiral Isoroku Yamamoto, à bord de son navire amiral, le cuirassé Yamato, au mouillage de Hashirajima. Après la visite de Yamamoto, le détachement a pris la mer à 11 h, à destination de Penang, en Malaisie britannique occupée par les Japonais.
Au cours du voyage du détachement, seize bombardiers North American B-25 Mitchell des forces aériennes américaines (United States Army Air Forces) lancés par le porte-avions USS Hornet ont frappé des cibles sur Honshu lors du raid de Doolittle le 18 avril 1942. Ce jour-là, le détachement a reçu l'ordre de la 6e Flotte de se dérouter de son voyage et de se diriger vers le nord-est, en passant au nord des îles Bonin, afin d'intercepter la task force (force opérationnelle) de la marine américaine qui avait lancé la frappe. Le détachement n'a pas réussi à trouver les navires américains et a rapidement repris son voyage.
Le I-30 et le Aikoku Maru ont fait escale à Penang du 20 avril au 22 avril 1942 avant de se diriger vers l'océan Indien pour effectuer une reconnaissance avancée de la zone d'opération prévue par le détachement A. Le reste du détachement A atteignit Penang le 27 avril 1942, où le porte-hydravions Nisshin — qui avait subi des modifications lui permettant de transporter des sous-marins de poche de type A — le rejoignit. Les I-16, I-18 et I-20 embarquèrent chacun un sous-marin de poche à Penang.

#### Opération dans l'Océan Indien
Le I-20 et les autres unités du détachement A ont pris la mer à partir de Penang le 30 avril 1942, se dirigeant vers l'ouest dans l'océan Indien, le I-10 étant le navire amiral de détachement. Les sous-marins ont fait le plein en mer à partir du Aikoku Maru et du Hōkoku Maru les 5, 10 et 15 mai 1942. Le I-20 a subi un accident le 17 mai lorsque de l'eau de mer est entrée par sa soupape d'admission principale et a inondé sa salle des machines par forte mer. Son équipage a réparé les dégâts, mais la salle des machines a été inondée une seconde fois, ce qui a nécessité d'autres réparations.
L'hydravion Yokosuka E14Y1 (nom de code allié « Glen ») du I-10 a commencé des vols de reconnaissance au-dessus des ports d'Afrique du Sud en effectuant une reconnaissance de Durban le 20 mai 1942, suivie de vols au-dessus de East London, Port Elizabeth et Simon's Town la semaine suivante, et le 24 mai, les sous-marins du détachement A rencontraient un important trafic maritime allié alors qu'ils approchaient de l'Afrique de l'Est. Dans la nuit du 29 mai, l'hydravion du I-10 a survolé Diego-Suarez, à Madagascar, apercevant le cuirassé britannique HMS Ramillies parmi les navires qui y étaient ancrés. Le commandant du détachement A a choisi Diego-Suarez comme cible pour une attaque de sous-marins de poche, prévue pour le 30 mai 1942.
Le 30 mai 1942, le sous-marin de poche du I-18 a subi une panne de moteur et n'a pas pu être lancé,, mais les I-16 et I-20 ont lancé leurs sous-marins de poche à dix milles nautiques (19 km) au large de Diego-Suarez. Le sous-marin de poche du I-20 a torpillé le Ramillies à 20 h 25. À 21 h 20, alors que les corvettes britanniques lançaient des grenades sous-marines, le sous-marin de poche du I-20 a torpillé et coulé le pétrolier British Loyalty de 6 993 tonneaux en eau peu profonde. Après l'échouement du sous-marin de poche, ses deux hommes d'équipage ont atteint la côte et ont tenté de se rendre par voie terrestre jusqu'à la zone de récupération désignée, mais ils ont été signalés aux Britanniques comme ayant été vus à l'extérieur d'Anjiabe vers 11 h le 1er juin et sont morts dans une fusillade avec le commando no 5 de la Royal Marine le 2 juin 1942 dans la baie d'Amponkarana (12° 00′ S, 49° 12′ E). Un Marine royal est également mort dans l'échange de coups de feu. Le Ramillies a survécu à l'attaque et est parti pour Durban dix jours plus tard, bien que les Japonais aient estimé qu'il avait coulé après que l'hydravion du I-10 ait constaté sa disparition à Diego-Saurez au cours d'un vol de reconnaissance. Le British Loyalty a ensuite été renfloué, remorqué vers l'atoll d'Addu, et sabordé.
Le 3 juin 1942, après que les I-16 et I-18 eurent quitté la zone de récupération, le I-20 arriva et tenta en vain de contacter les sous-marins de poche et leurs équipages. Il rejoignit alors le reste du détachement A dans les opérations de lutte contre les navires. Il a torpillé et coulé le navire marchand armé panaméen Johnstown, de 5 086 tonneaux, à la position géographique de 13° 12′ S, 42° 06′ E le 5 juin, le navire marchand armé grec Christos Markettos, de 5 209 tonneaux, à la position géographique de 5° 05′ S, 40° 53′ E le 8 juin, et le navire marchand armé britannique Mahronda, de 7 926 tonnes, à la position géographique de 14° 37′ S, 40° 58′ E le 11 juin 1942. Le 12 juin, il a coulé le navire marchand panaméen Hellenic Trader de 2 052 tonneaux à la position géographique de 14° 40′ S, 40° 53′ E avec des tirs de canon et a torpillé et coulé le navire marchand britannique Clifton Hall de 5 063 tonneaux à la position géographique de 16° 25′ S, 40° 10′ E.
Après avoir été ravitaillé en carburant par le Aikoku Maru le 19 juin 1942, le I-20 torpilla le 29 juin 1942 le navire marchand norvégien armé Goviken de 5 063 tonneaux, qui faisait route d'Aden à Lourenço Marques en Afrique orientale portugaise. Le Goviken a coulé moins de 20 minutes plus tard à la position géographique de 13° 25′ S, 41° 53′ E. Le 30 juin, le I-20 a attaqué au canon le Steaua Romana, un navire-citerne britannique armé de 5 311 tonneaux, à la position géographique de 9° S, 42° E. Après que le Steaua Romana ait riposté, le I-20 s'est immergé et a tiré une torpille, mais celle-ci a explosé prématurément. Le Steaua Romana a largué un flotteur fumigène pour se dissimuler et a tenté de s'échapper, mais le I-20 a tiré une deuxième torpille qui l'a coulé. Ce soir-là, le I-20 a pu identifier sa victime comme étant le Steaua Romana en interceptant les communications radio des Alliés.
Préoccupé par un certain nombre de détonations prématurées des torpilles du I-20, son commandant a ordonné à son équipage de démonter et d'examiner une torpille Type 95 le 5 juillet 1942. Le 21 juillet, il s'est installé dans le golfe d'Aden avant de quitter sa zone de patrouille et de se diriger vers Penang, qu'il a atteint le 5 août 1942. Il a ensuite mis le cap sur le Japon, arrivant à Yokosuka le 23 août 1942 pour y subir une révision.

#### Campagne de Guadalcanal
Entre-temps, la campagne de Guadalcanal avait commencé le 7 août 1942 avec des débarquements amphibies américains sur Guadalcanal, Tulagi, les îles Florida, Gavutu et Tanambogo dans le sud-est des îles Salomon. Sa révision étant terminée, le 24 octobre 1942, le I-20 s'est envolé de Yokosuka pour participer aux combats dans les îles Salomon. Le 2 novembre 1942, les I-16, I-20 et I-24 formèrent un groupe d'attaque et reçurent chacun l'ordre de charger un sous-marin de poche livré par le ravitailleur d'hydravions Chiyoda à un mouillage au large de l'île Shortland dans les îles Shortland, puis de se diriger vers le détroit Indispensable. Le 5 novembre, l'I-20 chargea son sous-marin nain, le No. 11. Il lança son no 11 à quatre milles nautiques (7,5 km) au nord du cap Espérance sur la côte nord de Guadalcanal à 5 h 20 le 7 novembre 1942. Le no 11 a frappé le USS Majaba de 2 227 t de divers auxiliaires de la marine américaine, au mouillage, avec une torpille Type 97, infligeant suffisamment de dégâts pour que le Majaba doive s'échouer sur Guadalcanal pour éviter de couler, bien qu'il ait été sauvé par la suite. Les destroyers USS Landsdowne et USS Lardner ont contre-attaqué avec des grenades sous-marines, mais le no 11 s'en est sorti indemne. L'équipage du no 11 l'a sabordé et a nagé en toute sécurité jusqu'à Guadalcanal, et le I-20 s'est dirigé vers Truk.
A Truk, le I-20 embarqua le sous-marin de poche n°37 et partit le 13 novembre 1942. Il arriva à sa zone de lancement au large de Lunga Point sur la côte nord de Guadalcanal le 18 novembre, et lança le n°37 à six milles nautiques (11 km) au large du cap Espérance à 3 h le 19 novembre 1942. À 3 h 2, le n°37 a eu une grave fuite d'huile de son système de pilotage, mais il a continué à avancer à la surface. N'apercevant aucune cible au large de Guadalcanal, son équipage de deux hommes l'a sabordé au large du cap Esperance à 9h55 et a nagé jusqu'à la côte de Guadalcanal.
A Truk, le I-20 embarqua le sous-marin de poche n°8 et partit le 26 novembre 1942. Il arriva à sa zone de lancement au large de la pointe Lungga le 1er décembre 1942. Il lança le n°8 à 19 milles nautiques (35 km) au large de l'île Savo le 2 décembre. Le 3 décembre, le no 8 aperçut plusieurs cibles, dont des transports et des destroyers, au large de Guadalcanal. Il s'est échoué mais s'est libéré, puis a tiré ses deux torpilles sur un engin de transport, et a ensuite entendu une explosion. Un destroyer a poursuivi le n°8. Il s'en est sorti sans dommage, mais a été réimmergé lorsqu'il a fait surface, si bien que son équipage de deux hommes l'a sabordé et a nagé sans encombre jusqu'à Guadalcanal.
Alors que le I-20 menait ses opérations de sous-marins de poche, les Japonais donnèrent l'ordre le 16 novembre 1942 à leurs sous-marins de commencer une série de ravitaillements pour livrer des cargaisons aux forces japonaises combattant sur Guadalcanal. Affecté à ces tâches, le I-20 arriva au large du cap Espérance le 31 décembre 1942, livrant 25 t de cargaison dans des conteneurs en caoutchouc. Il fit une brève escale à Truk avant de repartir le 2 janvier 1943 pour l'île Shortland, d'où il partit pour son deuxième ravitaillement, et arriva au large du cap Espérance le 7 janvier 1943, où il déchargea 18 t de cargaison dans des conteneurs en caoutchouc. Lors de son troisième et dernier voyage de ravitaillement à Guadalcanal, il est devenu le premier sous-marin japonais à livrer des marchandises dans un conteneur de ravitaillement Unkato - un conteneur submersible de 135 pieds (41,1 m) pouvant transporter jusqu'à 377 t de marchandises, conçu pour un voyage aller simple au cours duquel les destinataires du conteneur doivent le libérer, le récupérer et le décharger - quittant Shortland le 20 janvier et livrant 18 t de marchandises au cap Espérance dans son conteneur le 22 janvier 1943.

#### Campagne en Nouvelle Guinée
Après la conclusion de la campagne de Guadalcanal au début du mois de février 1943, le I-20 reçut l'ordre de commencer les opérations de ravitaillement de la Nouvelle-Guinée, où les forces japonaises combattaient dans la campagne de Nouvelle-Guinée. Au départ de Truk le 18 mars 1943, il livra 30 t de nourriture et de munitions à Lae, sur la côte de la Nouvelle-Guinée, le 21 mars. Il fit de nouveau escale à Lae pour livrer sa cargaison le 27 mars 1943. Lors de son troisième ravitaillement, il entra en collision sous l'eau avec son navire jumeau I-16 au sud de la Nouvelle-Bretagne le 2 avril 1943, mais ne subit que des dommages mineurs et continua jusqu'à Lae, qu'il atteignit le 3 avril. Il y déchargea 37 t de cargaison et évacua 39 hommes, dont le lieutenant général de l'armée impériale japonaise Hatazō Adachi et son état-major. Il fit ensuite escale à Lae le 9 avril 1943, déposant 30 t de cargaison et embarquant 42 soldats.
Le 11 avril 1943, le sous-marin I-5, qui effectuait également une course de ravitaillement vers Lae, se trouvait en surface dans la mer des Salomon, à 90 milles nautiques (170 km) à l'est de Gasmata, en Nouvelle-Bretagne, lorsqu'il aperçut le I-20 en surface à 5 h 10. Ayant aperçu le I-5à 5h13 et l'ayant pris pour un sous-marin allié, le I-20 a entamé une approche d'attaque. Le I-5, qui avait identifié le I-20 comme un sous-marin japonais, a réussi à rompre le contact avec le I-20, qui n'avait jamais réalisé au cours de la rencontre que le I-5 était japonais.
Le 13 avril 1942, les I-5, I-6, I-16 et I-20 ont été temporairement rattachés au quartier général de la 8e Flotte. Le 15 avril 1943, le I-20 a livré 37 tonnes de marchandises à Lae et a embarqué 42 soldats. Un bombardier allié l'a éclairé avec des fusées éclairantes au large de Lae, mais il a évité une attaque.
Ensuite, le 20 avril 1943, il s'est rendu à Kolombangara, dans les îles de la Nouvelle-Géorgie, où il a livré de la nourriture et des munitions. Il est ensuite retourné à Lae, où il a fait escale le 2 mai 1943 pour livrer 39 tonnes de marchandises et évacuer 31 soldats et le 8 mai pour livrer 39 autres tonnes de marchandises lors de son septième et dernier voyage de ravitaillement à Lae. Réaffecté au quartier général de la 8e Flotte le 15 mai 1943, il se rendit au Japon, où il arriva le 20 mai à Yokosuka pour une révision.

#### Seconde patrouille de guerre
Sa révision terminée et réaffecté au 1er escadron de sous-marins, le I-20 quitte Yokosuka le 4 août 1943 et s'arrête à Truk du 10 au 19 août avant de reprendre la route pour effectuer sa seconde patrouille de guerre, assignée à une zone de patrouille dans les Nouvelles-Hébrides. Le 30 août 1943, il signale avoir aperçu une force alliée comprenant un porte-avions et deux cuirassés au large d'Espiritu Santo. Le 31 août, il signale avoir torpillé et endommagé le pétrolier américain W. S. Rheem de 10 872 tonneaux à la position géographique de 15° 51′ S, 167° 02′ E. On n'a plus jamais entendu parler d'elle.

#### Perte
Les circonstances exactes de la perte de I-20 restent inconnues. Le I-20 et le sous-marin I-182 patrouillaient tous deux à proximité des Nouvelles-Hébrides à l'époque, et aucun n'est revenu,. Les forces de la marine américaine ont signalé deux attaques anti-sous-marines réussies au large d'Espiritu Santo au début du mois de septembre 1943,.
La première action a eu lieu le 1er septembre 1943, lorsque le destroyer USS Wadsworth, opérant en tant que membre d'un groupe hunter-killer (groupe de chasseurs-tueurs), a commencé à rechercher un sous-marin japonais signalé au large d'Espiritu Santo à 10h55. Après avoir effectué des recherches sur un axe nord-sud, il a capté un fort contact sonar à 13h00 et a largué dix grenades sous-marines qui devaient exploser à une profondeur moyenne de 46 m. L'attaque n'a donné aucun signe de succès, si bien que le Wadsworth a lancé une deuxième attaque, avec ses grenades sous-marines réglées sur une profondeur moyenne de 76 m. Le sous-marin a viré de bord juste avant que le Wadsworth ne lance les grenades sous-marines, puis s'est dirigé vers le sud avant de virer au nord-est, créant un sillage sous-marin qui a dégradé la capacité de détection du sonar du Wadsworth. Le Wadsworth a effectué plusieurs attaques sans larguer de grenades sous-marines avant de tirer un tir profond destiné à exploser à une profondeur moyenne de 130 m. Le Wadsworth a continué à poursuivre le sous-marin, qui a manœuvré pour créer davantage de turbulences sous-marines afin de perturber le sonar du Wadsworth. Le Wadsworth a largué une dernière série de dix grenades sous-marines devant exploser à une profondeur moyenne de 76 m, puis a viré vers l'est et a ouvert le champ de tir. Un hydravion PBY Catalina a signalé des débris et une nappe de pétrole de 370 sur 550 m qui sentait le carburant diesel à la surface, juste au sud du lieu de l'attaque finale du Wadsworth. Des débris de bois ont également été aperçus à la surface à 15° 38′ S, 166° 57′ E.
La seconde action a eu lieu le 3 septembre 1943, lorsque le destroyer USS Ellet a effectué un balayage à la recherche d'un sous-marin japonais signalé au large d'Espiritu Santo. À 19 h 35, le Ellet a capté un contact radar à une distance de 11 900 m, s'est rapproché d'une distance d'environ 4 600 m et a défié le contact invisible par un signal visuel. Après que le Ellet n'ait reçu aucune réponse, il a illuminé la zone avec des obus éclairants. La cible a disparu du radar à une distance de 3 100 m, mais le Ellet a ensuite détecté un contact sonar à une distance de 2 700 m. Entre 20 h 12 et 20 h 38, le Ellet a mené une série d'attaques par grenades sous-marines. Il a perdu le contact sonar à 20 h 59, et à l'aube du 4 septembre 1943, une importante nappe de pétrole et des débris ont été aperçus à la surface à la position géographique de 13° 10′ S, 165° 28′ E.
Les sous-marins coulés par le Wadsworth et le Ellet n'ont pas été formellement identifiés,. Il semble probable que l'un d'entre eux était le I-20 et l'autre le I-182,.
Le 18 novembre 1943, la marine impériale japonaise a déclaré le I-20 perdu avec tout son équipage de 101 hommes au large d'Espiritu Santo.
Il a été rayé de la liste de la marine le 1er décembre 1943.